# Flamierge
Flamierge (en wallon Flamidje) est une section et un village de la commune belge de Bastogne situés en Région wallonne dans la province de Luxembourg.

## Démographie
- Source: INS recensements population

## Histoire
Flamierge était une commune du département des Forêts sous le régime français, avec le village de Tronle.
En 1823, les communes de Givroulle, Givry et Roumont-sur-Ourthe lui sont adjointes.
Lors de la fusion des communes de 1977, elle est intégrée à la commune de Bertogne. Prelle est transféré à Tenneville ; la forge et des bois de Sainte-Ode sont transférés et donneront son nom à la nouvelle commune de Sainte-Ode.
Depuis le 2 décembre 2024, à la suite de la fusion de la commune de Bertogne avec celle de Bastogne, Flamierge fait dorénavant partie de la commune de Bastogne.